# Серритос (Сан-Луис-Потоси)

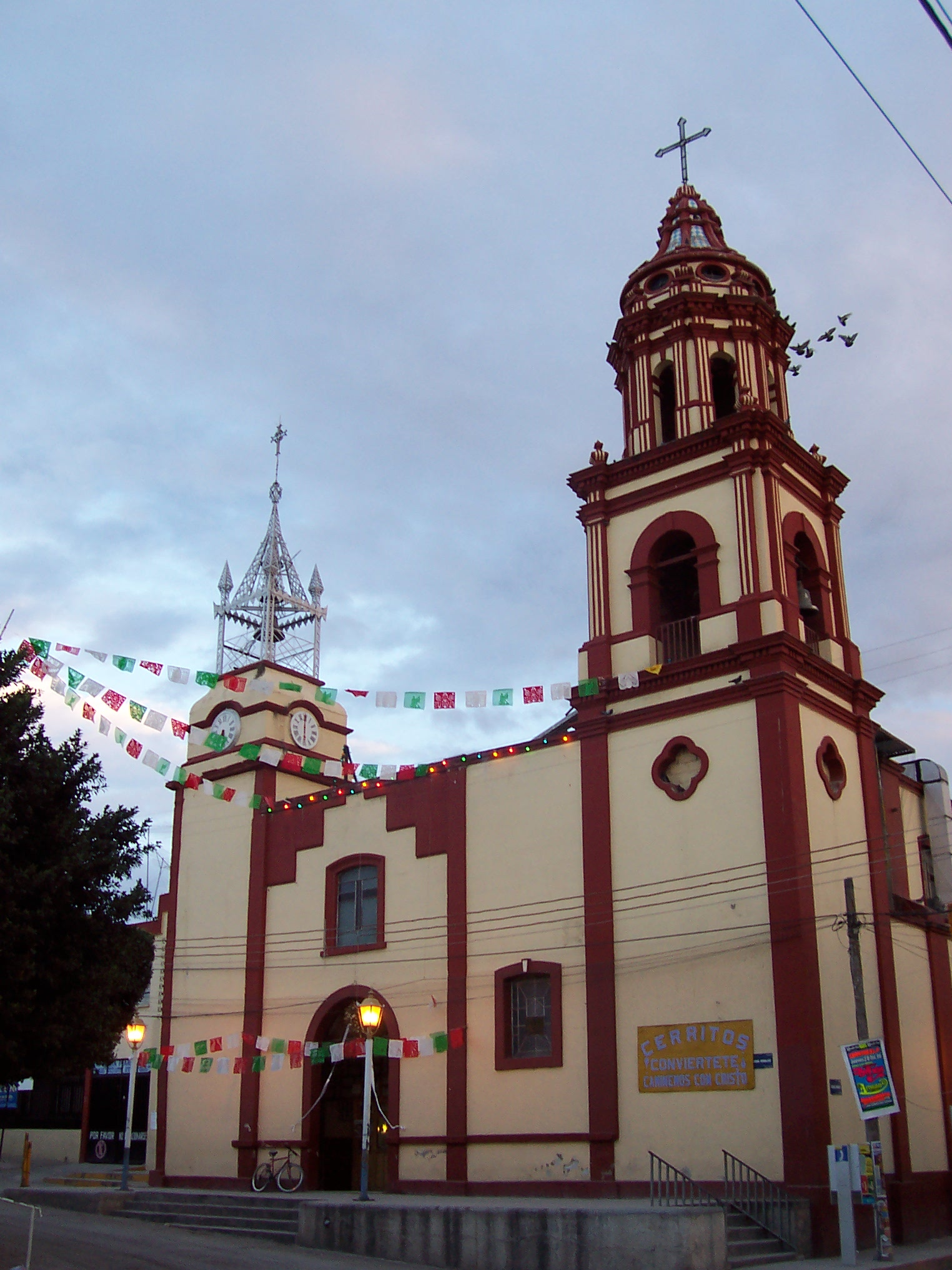
Церковь

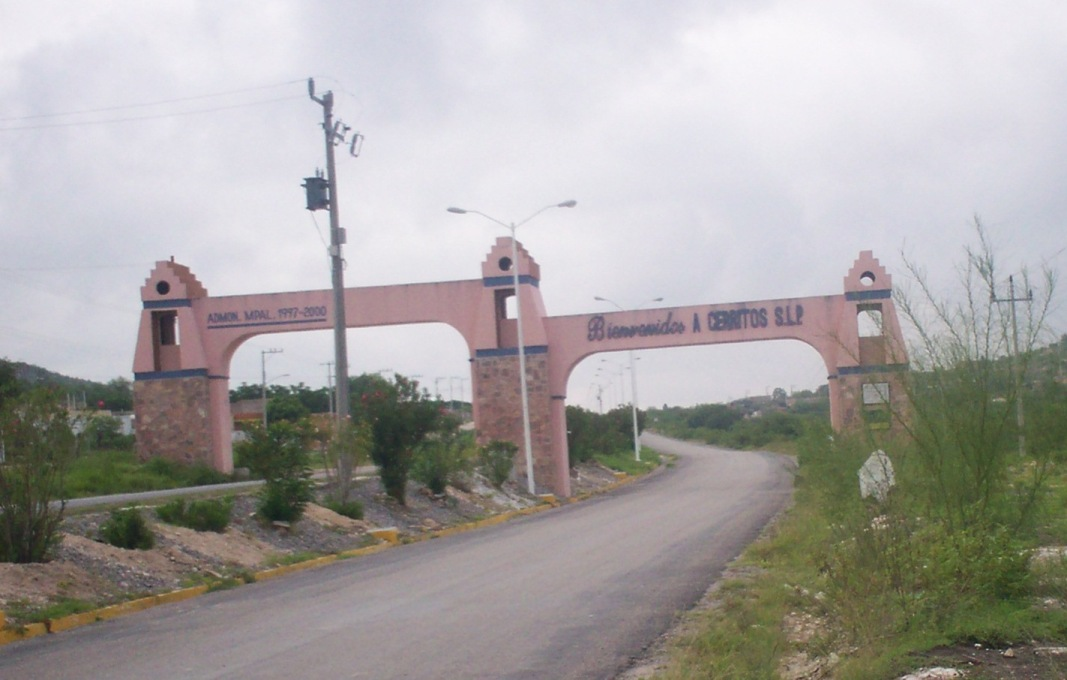
Серритос (Сан-Луис-Потоси)

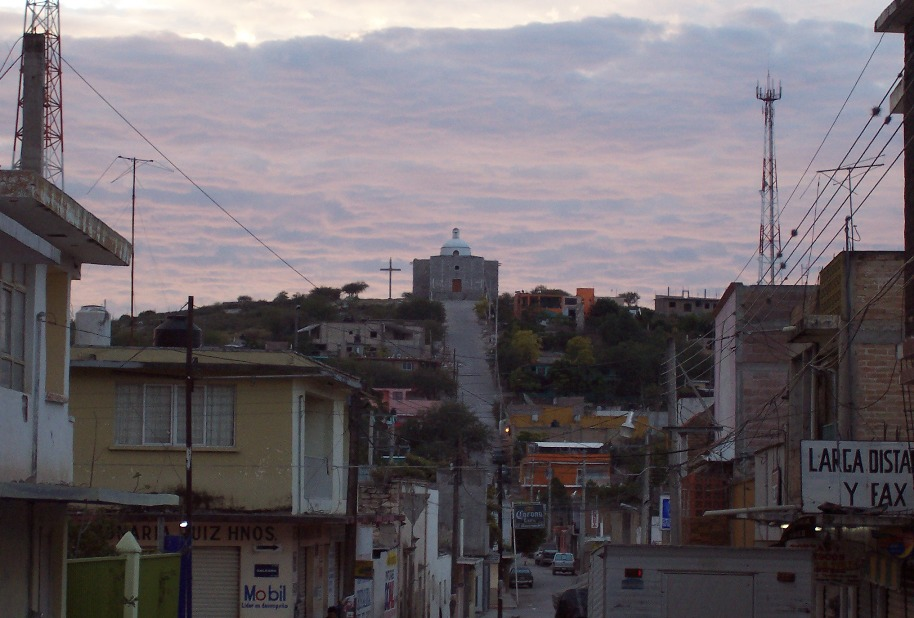
Капелла

Серритос (исп. Cerritos) — город в Мексике, входит в штат Сан-Луис-Потоси. Население — 13 786 человек. Он был основан в 1826 году съездом штата. Он находится в средней зоне штата, называемой La Zona Media. В пределах своего муниципалитета, который является центром, он содержит около 51 маленького города. По данным переписи населения 2010 года, в муниципалитете проживает 21 394 человека; его численность значительно возросла. Во многом ее недавний рост можно объяснить строительством цементного завода Cemento Moctezuma (в данной отрасли доминировала Casa Gloria в течение десятилетий 1960-х и 1970-х годов). В настоящее время Серритос расширяется, и все больше жилых домов строится на окраинах города из-за притока новых жителей.

## Местоположение
Серритос расположен в "Средней зоне" (Zona Media) штата. На севере он граничит с Гуадалькасаром, на юге - с Вилья-Хуаресом, на западе - с Вилья-Идальго, а на юго-западе - с Армадильо-де-лос-Инфанте и Сан-Николас-Толентино.  Его площадь составляет около 935 квадратных километров. Его географическое положение: 22'15 северной широты и 100'01 западной долготы. Он находится на высоте 1135 метров над уровнем моря. Город окружен горами разной высоты, а сам он расположен на невысоком холме. Из-за этого здесь обычно холодно круглый год. Серритос находится примерно в полутора часах езды (90 минут) от столицы штата и крупнейшего города Сан-Луис-Потоси с населением около миллиона человек.

## История
Мартин де Туррубиартес основал город Серритос, штат Сан-Луис-Потоси, примерно в 1640 году. Серритос был тогда частью Гуадалькасара. Он был окончательно учрежден государственным указом в 1826 году. Ему была выделена железнодорожная станция, которая соединяла столицу штата, Сан-Луис-Потоси, и Тампико, порт в Мексиканском заливе. Мексиканская революция принесла много разрушений и голода в начале 1900-х годов. В эти годы Серритос находился под Седиллистской кампанией. Мелкие стычки и сражения, грабежи и отсутствие мужчин, которые ушли воевать, были в центре проблем для города. Жизнь в Серритосе нормализовалась только в 1918 году. Серритос в настоящее время является растущим городом Сан-Луис-Потоси.

## Экономика
Сельское хозяйство и производство цемента вносят основной вклад в экономическую деятельность города. Кукуруза, сорго, бобы и перец являются основными культурами. Серритос считался главным производителем кукурузы в штате, однако из-за диверсификации сельскохозяйственных культур он утратил это звание. Скот (крупный рогатый скот) и древесина (мескит) также широко добываются из различных лесных районов для экспорта. Крупная государственная автобусная компания, автобусы Cerritenses, расположена в городе Серритос.

## Культура
В Серритосе ежегодно проводится "Ферия", или народные гулянья в честь святого покровителя Иоанна Крестителя, которые длятся около полутора недель, вплоть до главного праздника 24 июня. Этот праздник включает в себя ларьки, торгующие артефактами, керамикой, гончарными изделиями, местными деликатесами, едой, напитками, играми, литературой и другими мелкими предметами. Аттракционы также являются главной особенностью карнавала. Также сооружается сцена для выступлений, региональных и национальных фольклорных танцев, музыкантов, выступлений и спектаклей. Многие туристы приезжают со всех концов штата Сан-Луис-Потоси и из Соединённых Штатов на это традиционное мероприятие, хотя большинство туристов - это вернувшиеся жители и их семьи, которые сейчас живут в Соединённых Штатах.